# التعليم في البحرين

## لمحة تاريخية

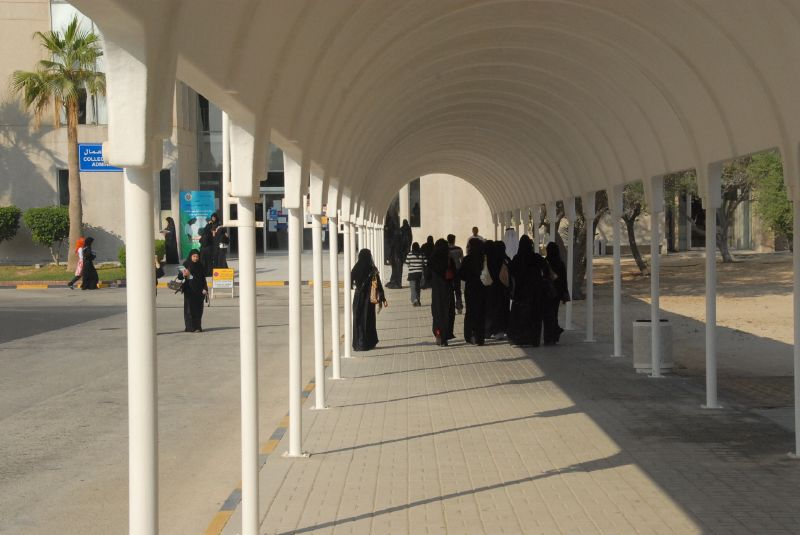
طلاب في جامعة البحرين.

كان التعليم بالبحرين في مطلع القرن العشرين مقصوراً على الكتاتيب فقط وهي معاهد تعليمية تقليدية هدفها الأساسي تعليم قراءة القرآن للناشئة، وقد كان الكثيرون يشعرون بأن هذا النوع من التعليم لا يحقق كفاية علمية تناسب روح العصر، إلا أنه بعد انتهاء الحرب العالمية الأولى تغيرت الأمور وأدى انفتاح البحرين بصورة أوسع على معطيات النهضة الغربية الحديثة إلى إحداث تغييرات سياسية واجتماعية كبيرة في البلاد نتج عن ذلك انبثاق الوعي الثقافي والاجتماعي بين أفراد مجتمع البحرين، وبحكم ذلك ظهرت الحاجة إلى إنشاء معاهد تعليمية حديثة تختلف عن الكتاتيب من حيث نظمها ومناهجها وأهدافها.
و كانت توجد في البحرين عدد من المدارس الأهلية مثل المدرسة الجعفرية في المنامة التي تم تغيير اسمها إلى مدرسة أبوبكر الصديق
و مدرسة أخرى في الخميس

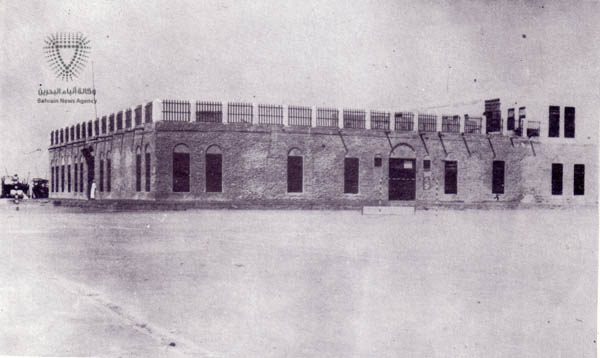
مدرسة الهداية أول مدرسة نظامية أقيمت في مملكة البحرين سنة 1919م.

قبيل عام 1919م تشاور أهل الرأي في جزيرة المحرق وأجمعوا على ضرورة العمل لإنشاء مدرسة نظامية، فبارك شيوخ البلاد هذا النداء واكتتبوا لصالح المشروع وبُدئ العمل المنظم وتأسست مدرسة الهداية الخليفية للبنين في عام 1919م في المنطقة الشمالية من مدينة المحرق.
هذا وقد قام بإنشاء هذه المدرسة لجنة من الأهالي برعاية الشيخ عبد الله بن عيسى آل خليفة وزير المعارف السابق بمساعدة التبرعات التي جمعت لهذا الغرض. وفي عام 1926م قامت اللجنة الأهلية المشرفة على التعليم آنذاك بتأسيس المدرسة الثانوية للبنين في مدينة المنامة.
ولم تكن الفتاة في البحرين بمنأى عن التعليم، فقد سنحت لها فرصة التعليم النظامي بعد أن استشعر الأهالي بضرورة التعليم للبنات كضرورته للبنين، لذا افتتحت أول مدرسة نظامية للبنات في عام 1928م أطلق عليها مدرسة خديجة الكبرى.
ونظراً للصعوبات المالية والإدارية التي واجهت اللجنة المشرفة على التعليم عمدت الحكومة عام 1930م إلى تولي مسؤولية هذه المدارس ووضعتها تحت إشرافها المباشر في مسمى وزارة التربية والتعليم.

### المدارس الخاصة
يذكر الدكتور يوسف إبراهيم العبد الله في كتاب (تاريخ التعليم في الخليج العربي) أن أول مدرسة للتعليم بالأسلوب العصري الحديث تأسست في البحرين بواسطة البعثة التبشيرية الأمريكية التي وفدت عام 1892م كبعثة مستقلة، وكانت المدرسة الخاصة الثانية هي مدرسة لتعليم الفارسية لأبناء الأقلية الإيرانية في البحرين، ويرجح أن تأسيسها كان عام 1923م وكانت تسمى مدرسة التربية، وما تزال باقية وتديرها هيئة إشراف من أشخاص بحرينيين ذوي أصول إيرانية.
وفي عام 1940 قامت مدرستان خاصتان، الأولى تحت اسم «مدرسة القلب المقدس» وتديرها الكنيسة الكاثوليكية الرومانية، والثانية باسم «المدرسة الهندية» وتشرف عليها الجالية الهندية في البحرين.
وفي عام 1956م تأسست مدرسة خاصة اسمها «المدرسة الباكستانية» تحت إشراف الجالية الباكستانية في البحرين، وكانت المدرس مختلطة وتشمل ثلاث مراحل هي الحضانة والابتدائية والثانوية، وتقدم الدروس باللغة الأوردية، وتدرس اللغتين العربية والإنجليزية فقط في المرحلة الثانوية.
ولم تكن المدارس الخاصة تخضع لأي نوع من أنواع الإشراف الحكومي قبل عام 1961م، وقد طالب تقرير عن أوضاع التعليم في البحرين كتبه مدير المعارف عام 1955م بوضع المدارس الخاصة تحت إشراف إدارة التعليم في البحرين، وهذا ما تم عام 1961م عند صدور «قانون التعليم الخاص في البحرين».

### المدارس العامة
يمكن تاريخياً تقسيم مراحل تطور التعليم في البحرين من الأسلوب التقليدي (القائم على سلطة المطوع أو الملا) إلى الأسلوب العصري الحديث، إلى ثلاث مراحل تتداخل فيما بينها ولكن تتمير كل مرحلة بسمات معينة.
مرحلة التأسيس 1921 - 1939م: وتشير سجلات الحكومة ومديرية تعليم البحرين، إلى أن التعليم الحديث بدأ في البحرين عند افتتاح «مدرسة الهداية الخليفية» عام 1919م في الجزء الشمالي من المحرق وبمساهمة من المواطنين.
مرحلة النمو التعليمي البحريني 1940 - 1959م: تم تعيين فالنس مديراً للتعليم في البحرين اعتباراً من نوفمبر عام 1939م، وكان الاسم الرسمي لإدارة تعليم البنين هو «مديرية». وكان أول أعمال فالنس هو افتتاح ثلاث مدارس جديدة، اثنتان للبنين في قرى سترة، والبديع، والثالثة للبنات في الحد.
مرحلة التطوير الحديث: 1960 - 1971م: تم دمج المدرسة الفنية بإدارة تعليم البنات عام 1958م، وجاءت الخطوة الأهم عام 1960م بعد دمج إدارتي البنين والبنات تحت اسم مديرية التعليم وتسلم أحمد العمران منصب المدير العام.

## التعليم في البحرين الآن
في عام 2004 دخل التعليم في البحرين مرحلة التكنولوجيا وذلك من خلال مشروع الملك حمد لمدارس المستقبل والتي تهدف لربط جميع مدارس البحرين بالشبكة الإلكترونية وتفعيل التعلم الإلكتروني ليكون داعما أساسيا للتعليم. والهدف الأساسي لهذا المشروع هو تفعيل التعليم في كل مكان في كل زمان، وصار التعليم إلزامي ومجاني لكل بحريني، وانتشرت المدارس في عدة أنحاء مدن البحرين للجنسين (ذكر - أنثى).
حلّت البحرين في المركز 67 في مؤشر الابتكار العالمي عام 2023، وتراجعت للمركز 72 في مؤشر عام 2024.